# Konístres (dème)
Konístres, en grec moderne : Δήμος Κονιστρών / Dímos Konistrón, est un ancien dème et un village, sur l'île d'Eubée, en Grèce. Le dème est supprimé, en 2010, lorsqu'il est fusionné avec le nouveau dème de Kými-Alivéri.
Selon le recensement de 2011, la population de Konístres compte 4 077 habitants.